# Music for the Native Americans
Albums de Robbie Robertson
Storyville
(1991) Contact from the Underworld of RedBoy
(1998)
Music for The Native Americans est un album de Robbie Robertson sorti en 1994, comportant des musiques écrites par Robertson et le Red Road Ensemble pour le documentaire télévisé The Native Americans. Avec cet album, Robertson écrit pour la première fois de la musique spécifiquement inspirée de son héritage Mohawk. Il fait appel à son fils Sebastian Robertson pour jouer de la batterie sur Golden Feather, Skinwalker, It Is a Good Day to Die et Words of Fire, Deeds of Blood. Sa fille Delphine Robertson assure les chœurs sur Coyote Dance.

## Contexte
Robbie Robertson, d'origine mohawk, souhaitait depuis longtemps réaliser un projet d'exploration de la musique amérindienne. Lorsqu'il l'a proposé au président de Capitol Records, Gary Gersh, ce dernier a répondu qu'il était temps, et le projet a vu le jour. Dans une interview accordée au Philadelphia Inquirer, il décrit la musicalité du documentaire en déclarant : « Mon travail ne consiste pas à collecter de la musique amérindienne du point de vue d'un chercheur ; on ne peut pas imiter la musique d'il y a 50 ou 100 ans. Je voulais qu'ils fassent de la musique traditionnelle produite aujourd'hui ».
Rita Coolidge, d'origine cherokee, et le duo des Premières nations Kashtin figurent parmi les artistes présentés. Douglas Spotted Eagle figure également sur Vanishing Breed, Robertson déclare à son propos : « Je suis vraiment impressionné par le son de sa flûte. On dirait du Miles Davis. Mais c'est aussi un technicien accompli, et il apporte du matériel moderne. Synthétiseurs, séquenceurs, etc ».

## Liste des titres
L'album est compilé comme une bande originale et est crédité à une variété de musiciens. Les chansons énumérées ci-dessous sont créditées à Robbie Robertson, sauf indication contraire.
| 1.    | Coyote Dance                    | Jim Wilson, Dave Pickell                | 4:07 |
| 2.    | Mahk Jchi (Heartbeat Drum Song) |                                         | 4:17 |
| 3.    | Ghost Dance                     | Robertson, Wilson                       | 5:12 |
| 4.    | The Vanishing Breed             | Robertson, Douglas Spotted Eagle        | 4:39 |
| 5.    | It Is a Good Day to Die         | Robertson                               | 5:46 |
| 6.    | Golden Feather                  | Robertson                               | 5:22 |
| 7.    | Akua Tuta                       | Florent Vollant, Claude McKenzie        | 4:51 |
| 8.    | Words of Fire, Deeds of Blood   | Robertson                               | 4:52 |
| 9.    | Cherokee Morning Song           | arrangé par Robertson et Rita Coolidge  | 2:58 |
| 10.   | Skinwalker                      | Robertson, Patrick Leonard              | 5:56 |
| 11.   | Ancestor Song                   | Traditionnel, Fé, Moreno, Kreisberg     | 2:54 |
| 12.   | Twisted Hair                    | Wilson, Dave Carson avec Bonnie Jo Hunt | 3:23 |
| 54:17 |                                 |                                         |      |

## Classements
| Classement (1995)         | Meilleure position |
| ------------------------- | ------------------ |
| Australie (ARIA)          | 62                 |
| Nouvelle-Zélande (RIANZ)  | 50                 |
| Suède (Sverigetopplistan) | 23                 |

## Certification
| Région                                                                                                 | Certification | Ventes/Streams |
| --- | ------------- | -------------- |
| Canada (Music Canada).                                                                                 | Or            | + 50 000^      |
| *Ventes selon la certification ^Mise en rayon selon la certification xNon précisé par la certification |               |                |